# Idealne matki
Idealne matki (tytuł oryg. Adore) − australijsko-francuski dramat filmowy z 2013 roku, napisany i wyreżyserowany przez Anne Fontaine, z Naomi Watts i Robin Wright obsadzonymi w rolach głównych. Premiera filmu odbyła się w styczniu 2013 podczas Sundance Film Festival. Projekt oparty jest na powieści The Grandmothers: Four Short Novels autorstwa Doris Lessing.

## Fabuła
Dwie matki, Lil i Roz znają się od czasów dzieciństwa. Są sąsiadkami i mieszkają nad brzegiem oceanu. Lil od jakiegoś czasu jest wdową, natomiast Roz jest sama, ponieważ jej mąż wyjechał do Sydney, do pracy w Uniwersytecie. Obie mają nastoletnich synów. Chłopcy są ideałami dziewczyńskich wyobrażeń o perfekcyjnych partnerach. Są atrakcyjni, mają idealnie zbudowane i opalone ciało, za sprawą dziesiątek godzin spędzonych na surfowaniu i opalaniu na plaży. Sprawy zaczynają się komplikować, gdy jeden z synów całuje przyjaciółkę swojej matki. 

## Obsada
- Naomi Watts − Lil
- Robin Wright − Roz
- Ben Mendelsohn − Harold
- Xavier Samuel − Ian
- James Frecheville − Tom
- Jessica Tovey − Mary
- Sophie Lowe − Hannah
- Gary Sweet − Saul

## Nagrody i wyróżnienia
- 2014, AACTA Awards (Australian Academy of Cinema and Television Arts Awards):
  - nominacja do nagrody AACTA w kategorii najlepszy scenariusz adaptowany (wyróżniony: Christopher Hampton)[3]
  - nominacja do nagrody AACTA w kategorii najlepsza aktorka pierwszoplanowa (Naomi Watts)[3]
  - nominacja do nagrody AACTA w kategorii najlepsza scenografia (Annie Beauchamp)[3]
  - nominacja do nagrody AACTA w kategorii najlepsze kostiumy (Joanna Mae Park)[3]
- 2014, Film Critics Circle of Australia Awards:
  - nagroda FCCA w kategorii najlepsza aktorka (Naomi Watts)[3]